# عنکبوت درزباف آخانی
عنکبوت درزباف آخانی (نام علمی: Zaitunia akhanii) گونه‌ای از عنکبوت بومی ایران است. نمونه‌های این عنکبوت – که تاکنون تنها جنس مادهٔ آن شناخته شده است – از تهران جمع‌آوری شده‌اند. این گونه به افتخار گیاه‌شناس و فعال محیط زیست ایرانی دکتر حسین آخانی نام گذاری شده است.